# Bitangente
En matemáticas, una bitangente a una curva C es una línea L que toca a C en dos puntos distintos P y Q; y que tiene la misma dirección que C en estos puntos. Es decir, L es tangente en P y en Q. Por extensión, también se designa bitangente a una línea (generalmente recta o circunferencia) que es tangente a dos curvas distintas (de cualquier tipo, por lo general cerradas y convexas, incluyendo círculos o polígonos). 

## Bitangentes de las curvas algebraicas

Curva quintica con 28 bitangentes.

En general, una curva algebraica tendrá infinitas líneas secantes, pero solo un número finito de bitangentes.
El teorema de Bézout implica que una curva plana con una bitangente debe tener un grado de al menos 4. El caso de las 28 bitangentes de una cuártica fue una pieza célebre de la geometría del siglo XIX, relacionado con las 27 líneas de una superficie cúbica.

## Bitangentes de polígonos
Las cuatro bitangentes de dos polígonos convexos disjuntos pueden ser determinadas eficientemente mediante un algoritmo basado en búsqueda binaria en el que se mantiene un puntero de búsqueda binario en las listas de bordes de cada polígono y se mueve uno de los punteros a la izquierda o a la derecha en cada escalón de cálculo, dependiendo de donde las líneas tangentes a los bordes desde las posiciones de los dos punteros se cruzan entre sí. Este cálculo de bitangentes es una subrutina clave en estructuras de datos para mantener envolventes convexas dinámicamente (Overmars y van Leeuwen, 1981). (txt,) describen un algoritmo para enumerar eficientemente todos los segmentos de línea bitangentes que no cruzan ninguna de las otras curvas en un sistema de múltiples curvas convexas disjuntas, usando una técnica basada en pseudotriangulación.
Las bitangentes se pueden utilizar para acelerar el enfoque de grafos de visibilidad en la resolución del problema del camino mínimo Euclídeo: el recorrido más corto entre una colección de obstáculos poligonales puede entrar o salir del límite de un obstáculo por una de sus bitangentes, por lo que el camino más corto puede encontrarse aplicando el Algoritmo de Dijkstra a un subgrafo del gráfico de visibilidad formado por los bordes de visibilidad que se encuentran en las líneas bitangentes (Rohnert, 1986).

## Conceptos relacionados
Una bitangente difiere de un recta secante en que una línea secante puede cruzar la curva en los dos puntos por donde la atraviesa. También se pueden considerar bitangentes que no son líneas rectas; por ejemplo, el conjunto simétrico de una curva es el lugar de los centros de los círculos que son tangentes a la curva en dos puntos.
Las bitangentes a un par de círculos figuran de manera destacada en la construcción ideada por Jakob Steiner en 1826 de los círculos de Malfatti; en el problema de la correa consistente en calcular la longitud de una correa de conexión entre dos poleas; y en el teorema de Casey sobre la caracterización de conjuntos de cuatro círculos con un círculo tangente común.